# Attack & Release
Attack & Release is het vijfde studioalbum van de Amerikaanse bluesrockgroep The Black Keys. Het werd op 1 april 2008 door Nonesuch Records op cd en vinyl uitgegeven. In de Verenigde Staten behaalde het duo er de veertiende plek in de Billboard 200 mee. Ook in het Verenigd Koninkrijk (34ste plaats), Frankrijk (105), Nederland (65), Vlaanderen (42) en Australië (12) bereikten ze de hitlijsten.

## Tracklist
Alle liedjes werden geschreven door Dan Auerbach en Patrick Carney, behalve het door Auerbach alleen geschreven "Things Ain't Like They Used to Be".
| Nr. | Titel                                                        | Duur |
| --- | ------------------------------------------------------------ | ---- |
| 1.  | All You Ever Wanted                                          | 2:55 |
| 2.  | I Got Mine                                                   | 3:58 |
| 3.  | Strange Times                                                | 3:09 |
| 4.  | Psychotic Girl                                               | 4:10 |
| 5.  | Lies                                                         | 3:58 |
| 6.  | Remember When (Side A)                                       | 3:21 |
| 7.  | Remember When (Side B)                                       | 2:10 |
| 8.  | Same Old Thing                                               | 3:08 |
| 9.  | So He Won't Break                                            | 4:13 |
| 10. | Oceans & Streams                                             | 3:25 |
| 11. | Things Ain't Like They Used to Be (met Jessica Lea Mayfield) | 4:54 |
| 12. | Mr. Dibbs "Fight for Air" Mashup (bonusnummer)               | 4:02 |